# Бюльбюль сизоголовий
Бюльбю́ль сизоголовий (Arizelocichla tephrolaema) — вид горобцеподібних птахів родини бюльбюлевих (Pycnonotidae). Мешкає в Камеруні, Нігерії і Екваторіальній Гвінеї.

## Підвиди
Виділяють два підвиди:
- A. t. bamendae (Bannerman, 1923) — південно-східна Нігерія, західний Камерун;
- A. t. tephrolaema (Gray, GR, 1862) — гора Камерун, острів Біоко.

## Поширення і екологія
Сизоголові бюльбюлі живуть в гірських тропічних лісах Камерунського нагір'я, гори Камерун і острова Біоко. Зустрічаються на висоті від 1000 до 2850 м над рівнем моря.